# Musée Vieille Montagne
Pour les articles homonymes, voir Liste des musées de la mine.
Le musée Vieille Montagne de la province de Liège est établi dans l'ancien bâtiment administratif de la Société des mines et fonderies de zinc de la Vieille-Montagne, témoignage important de l'exploitation du minerai de zinc dans la municipalité de La Calamine et objet du territoire contesté de Moresnet.
Le musée Vieille Montagne remplace en 2018 le Musée de la Vallée de la Gueule après une restauration à l’identique par les autorités communales.
Le bâtiment construit en 1910 est en grande partie conservé dans son état d'origine. La conception de la façade et le remarquable escalier intérieur du bâtiment sont typiques de l'architecture du début du XXe siècle.
Le bâtiment fait l'objet d'un classement au titre du patrimoine culturel en Belgique.